# Mount Baker
Mount Baker ist ein 3286 m hoher Stratovulkan mit einem eisbedeckten Gipfel im Gebirgszug der Kaskadenkette in Washington (Whatcom County). Er liegt etwa 50 km östlich des Ortes Bellingham und ist nur 64 km von der kanadischen Metropole Vancouver entfernt. Der Vulkan wurde von den Nooksack-Stämmen als „Koma Kulshan“ (deutsch weißer steiler Berg) bezeichnet. Seinen offiziellen Namen erhielt er vom Leutnant Joseph Baker, der am 30. April 1792 an Bord der HMS Discovery unter dem Kommando von George Vancouver den Berg als erster Europäer sichtete.
Nach Mount Rainier ist Mount Baker der am stärksten mit Gletschern bedeckte Vulkan im Kaskadengebirge und trägt mit einem Volumen an Schnee und Eis von etwa 1,8 km³ mehr als die restlichen Gipfel des Gebirgszuges zusammen. Er ist auch weltweit einer der Berge mit dem meisten Schneefall: Im Jahre 1999 setzte er den (inoffiziellen) Weltrekord für den meisten Schneefall in einer Saison (2855 cm).
Der Berg ist etwa 30.000 Jahre alt, ruht jedoch auf der Flanke des erloschenen und erodierten Vulkans Black Buttes, der vor etwa 500.000 bis 300.000 Jahre aktiv war. Die letzten Eruptionen des Mount Baker fanden Mitte des 19. Jahrhunderts statt. In den späten 1950er-Jahren erfolgten zahlreiche kleinvoluminöse Geschiebe. Anfang der 1970er-Jahre zeigte sich eine Dampf- oder Rauchwolke und die unterhalb des Gipfels gelegene Talsperre wurde als Vorsichtsmaßnahme geleert, um einer möglichen Überflutung der Stadt Everett vorzubeugen.
Der Berg und seine Umgebung sind beliebt bei Kletterern, Bergsteigern, Wanderern, Schneemobilfahrern, Skifahrern, Campern u. v. m. Der Normalweg für eine Besteigung des Berges führt über den Easton-Gletscher. Für ihn werden in der Regel zwei Tage benötigt.
Das Skigebiet befindet sich unterhalb des Artist Point, wo aufgrund der Nähe zum gemäßigten Regenwald der pazifischen Nordwestküste mehrere Meter Schnee pro Jahr fallen.

## Weblinks

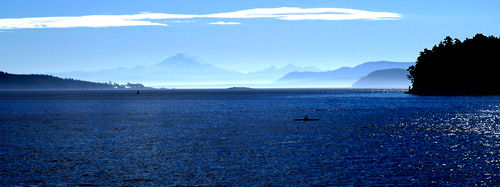
Ausblick auf Mount Baker von der Straße von Georgia aus